# Масабаха
Масабаха (месабаха, мсабаха; араб. مسبحة‎, ивр. מֶסָבָּחָה‎) — блюдо левантийской кухни из варёных нута и тахини с добавлением чеснока, лимона и специй.
Главное отличие от хумуса, который готовится из тех же ингредиентов, состоит в способе варки и приготовлении бобов: если при приготовлении хумуса бобы варят до размягчения, а затем толкут, то при приготовлении масабахи бобы полностью разваривают до мягкого состояния, и не толкут, а сразу смешивают с тахини и специями. Обычно блюдо едят рано утром.
Мешауша (машауша; араб. مشوشة‎, ивр. משאוושה‎) — вариант масабахи, популярный в Ливане и на севере Израиля. Подаётся с острым соусом "татбила" из маринованного острого перца,  лимона, тмина и соли.